# الأزمة الدبلوماسية مع قطر
الأزمة الدبلوماسية مع قطر في يوم 5 يونيو 2017 قررت كل من: السعودية، البحرين،
الإمارات العربية المتحدة، مصر، وتبعتها حكومة اليمن، وجزر المالديف، جزر القمر، قطع العلاقات الدبلوماسية مع دولة قطر.
وفي يوم 6 يونيو 2017، أعلن الأردن عن تخفيض التمثيل الدبلوماسي مع قطر، وإلغاء تصريح مكتب قناة الجزيرة في الأردن. كما أعلنت سلطات موريتانيا عن قطع علاقاتها الدبلوماسية رسميا مع دولة قطر. وفي 7 يونيو أعلنت جيبوتي عن تخفيض مستوى التمثيل الدبلوماسي مع قطر، لكن تلك القطيعة التي استمرت نحو عامين ونصف بدأت تشهد تغيرات إيجابية قبيل انعقاد القمة الخليجية الأربعين في الرياض ديسمبر 2019، خصوصا مع تأكيد وزير الخارجية القطري محمد آل ثاني وجود مباحثات سرية بين السعودية وقطر. وفي 4 يناير 2021 أُعلن عن فتح الأجواء بين قطر والسعودية، كما أُعلن أن أمير قطر سيترأس وفد بلاده في القمة الخليجية بالسعودية. وصدر بيان عقب القمة يُعلن إنتهاء الأزمة وعودة العلاقات.
وأشار التحالف الذي تقوده السعودية إلى دعم قطر المزعوم للإرهاب باعتباره السبب الرئيسي لأفعالهم، زاعمًا أن قطر انتهكت اتفاق 2014 مع أعضاء مجلس التعاون الخليجي، الذي قطر عضو فيه.  انتقدت المملكة العربية السعودية ودول أخرى قناة الجزيرة وقطر العلاقات مع إيران. أقرت قطر بأنها قدمت المساعدة لبعض الجماعات الإسلامية مثل جماعة الإخوان المسلمين، لكنها نفت مساعدة الجماعات المتشددة المرتبطة بالقاعدة أو الدولة الإسلامية في العراق والشام (داعش). كما زعمت قطر أنها ساعدت الولايات المتحدة في الحرب على الإرهاب والتدخل العسكري المستمر ضد داعش.
تم تقليل الانقطاعات الأولية للإمدادات من خلال الواردات الإضافية من إيران وتركيا، ولم توافق قطر على أي من مطالب التحالف الذي تقوده السعودية.  تضمنت المطالب تقليص العلاقات الدبلوماسية مع إيران، ووقف التنسيق العسكري مع تركيا، وإغلاق قناة الجزيرة.
في 27 يوليو 2017 ، قال وزير الخارجية القطري محمد بن عبد الرحمن آل ثاني للصحفيين إن مصر والمملكة العربية السعودية والإمارات العربية المتحدة والبحرين تظهر «عنادًا» لقطر ولم تتخذ أي خطوات لحل الأزمة. وأضاف آل ثاني أن مجلس الأمن والجمعية العامة و «جميع آليات الأمم المتحدة» يمكن أن تلعب دورًا في تسوية الوضع. في 24 أغسطس 2017 ، أعلنت قطر أنها ستستعيد العلاقات الدبلوماسية الكاملة مع إيران.
في 4 يناير 2021 ، وافقت قطر والمملكة العربية السعودية على حل الأزمة بوساطة الكويت والولايات المتحدة. أعادت السعودية فتح حدودها مع قطر وبدأت عملية المصالحة.  الاتفاق والبيان الختامي الموقعة في 5 يناير 2021 عقب قمة دول مجلس التعاون الخليجي في العلا يمثلان حلاً للأزمة.
وفقًا لمجلة فورين بوليسي ، ينظر المنشور إلى الأزمة على أنها فشل للسعودية والإمارات والبحرين ومصر، لأن قطر ولّدت علاقات أوثق مع إيران وتركيا، وأصبحت أقوى اقتصاديًا وعسكريًا وأكثر استقلالية.

## جذور الخلافات
لم تكن الأزمة الخليجية وليدة خلافات مرحلية، بل لها جذور ومغذيات تاريخية، فبعد سيطرة الملك عبد العزيز آل سعود على الاحساء عام 1913 كان شيخ قطر الشيخ جاسم بن محمد آل ثاني يشعر بالقلق خوفا من أن يسيطر الملك عبد العزيز آل سعود على سواحل الخليج العربي ومنها قطر، وقد كانت هذه المخاوف لا تقتصر على شيخ قطر و إنما شيوخ امارات الساحل العماني (المهادن)، لذلك حذرت بريطانيا الملك عبد العزيز آل سعود من مغبة التحرك عسكريا للسيطرة على مناطق جديدة على سواحل الخليج العربي، وبعد اندلاع الحرب العالمية الأولى عام 1914 وتمركز القوات البريطانية في الخليج العربي وجنوب العراق، تم توقيع اتفاقية حماية بين شيخ قطر عبد الله بن جاسم آل ثاني وبريطانيا عام 1916، وبهذا أصبحت قطر تحت النظام البريطاني المعروف باسم إدارة الإمارات المتصالحة وبهذا شعر حكام قطر بالأمان من تحركات الملك عبد العزيز آل سعود العسكرية. 
لم تنتهي طموحات السعودية في قطر لعدة عقود، لذلك طالبت السعودية بضم قطر أكثر من مرة لكن بريطانيا رفضت الأمر رفضا قاطعا، ونتيجة للموقف البريطاني الحاسم من هذه القضية اعترفت السعودية بقطر ووقعت معها اتفاقية عام 1965 تم بموجبها ترسيم الحدود، ووفق هذا الترسيم تنازلت السعودية عن جزء من واحة البريمي لإمارة أبو ظبي مقابل أراض في خور العديد، وبهذا تم عزل قطر عن الامارات بريا بعد أن اصبحت حدود قطر بريا مع المملكة العربية السعودية فقط. ولهذا الأمر حساباته الاستراتيجية من الناحية الامنية والاقتصادية. 
لم يضع هذا الترسيم حدا للمشكلات الحدودية بين الطرفين، فضلا عن ذلك حصل خلاف حدودي بحري بين قطر والبحرين تفاقم عام 1986، ومن ثم تجدد الخلاف الحدودي مع المملكة العربية السعودية عام 1992 في منطقة الخفوس، إذ اسفر عن سيطرة السعودية على هذه المنطقة ومخفرها الحدودي بعد اشتباك مسلح مع حرس الحدود القطري، قتل على اثره ضابط سعودي وجنديين قطريين. ومن هنا يتبين أنه كان هناك شعور مستمر في قطر بإنها مطمع لدول الجوار الكبيرة ولاسيما السعودية. 
كان هناك أيضا تقاطع وخلافات على الصعيد السياسي، فعلى إثر الانقلاب الأبيض الذي حصل في قطر عام 1995 عندما خلع الشيخ حمد بن خليفة آل ثاني والده الشيخ خليفة بن حمد آل ثاني من الحكم، لم تكن السعودية مرحبة بهذا التحول، ومن اثار وتبعات هذا الحدث محاولة الشيخ خليفة بن حمد آل ثاني استعادة الحكم من نجله عام 1996 بمحاولة انقلاب فاشلة، وقد اتهمت قطر السعودية والبحرين بدعم العملية، إذ وجهت الاتهامات إلى ضباط وشخصيات قطرية تقطن المملكة العربية السعودية، وعلى الرغم من هذه الاتهامات والتقاطعات، قبلت قطر وساطة ولي العهد السعودي الأمير عبد الله بن عبد العزيز آل سعود في الافراج عن السجناء المتهمين بالمحاولة، وتم استقبالهم في السعودية. على أية حال وبعد نحو 35 عاما من المشكلات الحدودية تم ترسيم الحدود بصيغتها النهائية عام 2001 مع المملكة العربية السعودية وقد تم إنهاء مشكلات قطر الحدودية مع البحرين بعد القبول بقرار محكمة العدل الدولية عام 2001 أيضا. 
شهد عام 2002 توترا اخرا بين المملكة العربية السعودية وقطر بسبب قناة الجزيرة ؛ فمنذ انطلاق بثها عام 1996 كانت السعودية غير راضية عن سياستها، لذلك سحبت السعودية سفيرها من الدوحة عام 2002 لمدة ست سنوات بسبب تعاطي القناة مع ملفات سعودية حساسة، وانتقاد أمراء المملكة والملك شخصيا، واستضافة القناة لمعارضين سعوديين روجوا لأفكار كانت بعيدة وغير مألوفة في الشارع السعودي. 
لم تنتهي أزمة قناة الجزيرة حتى حصلت محاولة انقلاب ثانية على أمير قطر الشيخ حمد بن خليفة آل ثاني في عام 2005، وقد اتهمت قطر السعودية مجددا بدعم المحاولة الانقلابية، فضلا عن قيام قطر بتوقيع عدة اتفاقيات مع ايران عام 2006 وعدم تصويتها على فرض عقوبات على ایران في مجلس الأمن الدولي. لم تكن قطر تتقاطع مع السعودية فحسب بل كانت تنافسها في بعض الأمور، ومنها انشاء الاتحاد العالمي لعلماء المسلمين، ومقره قطر برئاسة الشيخ يوسف القرضاوي ومن الواضح إن هذا الاتحاد أسس في قبال رابطة العالم الاسلامي ومقرها مكة، ايضا طورت قطر علاقاتها مع حركة حماس، ولاسيما بعد مساهمتها في اعمار غزة أكثر من مرة، فضلا عن وساطتها بين الاطرف الفلسطينية. ومن المعروف أن علاقة السعودية سيئة بحركة حماس بسبب علاقة الاخيرة القوية مع إيران التي ترعاها وتدعمها. 
فيما يخص التقاطعات الاماراتية - البحرينية مع القطرية فتعود إلى زمن انشاء الامارات العربية المتحدة، إذ ابتعدت قطر عن الاتحاد رغم رغبة أبو ظبي بضمها الى الاتحاد، أما البحرين فقد كان لآل خليفة سطوة في قطر تم انهائها من حكام قطر. فضلا عن ذلك كانت العلاقات الايرانية - القطرية المتطورة محل استياء البحرين. 
بعد اندلاع ثورات الربيع العربي عام 2011 في عدد من الدول العربية اضيفت اسباب اخرى ومحركات للخلاف بين قطر ودول الخليج العربي الثلاثة، ولاسيما في التعاطي مع الملفات الإقليمية، إذ دعمت السعودية والامارات الجنرال خليفة حفتر في ليبيا ودعمت قطر حركة الوفاق، فضلا عن الانقسام في التعاطي مع الأوضاع في مصر وسوريا واليمن، ايضا لم تكن قطر مؤيدة للعقوبات على ايران، ولم تتغير سياسة قطر الخارجية بعد ان تنازل الشيخ حمد بن خليفة آل ثاني لابنه الشيخ تميم بن حمد آل ثاني عن الحكم في يونيو 2013 وقد كان الشيخ تميم بن حمد آل ثاني امتداد لأسلوب والده في الحكم. بدأت بوادر الأزمة الخليجية في الاختلاف السعودي - القطري بالذات ولاسيما في التعاطي مع الملفين المصري والسوري، إذ عدت السعودية جماعة الاخوان المسلمين اصدقاء قطر من التهديدات السياسية والأمنية التي تواجه المملكة، فبعد أن أصبح الاخوان المسلمون يتصدرون المشهد في أكثر من بلد عربي، وقفت قطر سياسيا وإعلاميا إلى جانبهم ودعمتهم خلال الاحتجاجات وبعدها ولاسيما في قناة الجزيرة الفضائية، لكن التحول الذي حصل كان بعد تصدر جماعة الاخوان المسلمين المشهد سريعا وتراجعها عنه سريعا. 
وقد صنفت السعودية الاخوان جماعة إرهابية في مارس 2014 كذلك الامارات في نوفمبر 2014، ففي مارس 2014 اعلنت السعودية والامارات والبحرين بان جماعة الاخوان المسلمين باتت تشكل خطرا أمنيا على دول المجلس وانتقدت قطر لدعمها لهم. 
ومن هنا حصل توتر عام 2014 بين قطر من جهة والسعودية والامارات والبحرين من جهة أخرى، إذ قامت كل من السعودية والامارات والبحرين بسحب سفرائها من الدوحة بعد اتهام الاخيرة بدعم الإرهاب وفي المقابل اتهمت قطر السعودية والامارات بالتدخل بالشؤون الداخلية لقطر، وإن هذه الدول هي من تدعم الارهاب وليس قطر. 
تدخلت الكويت ممثلة بالشيخ صباح الأحمد الجابر الصباح الذي قام بوساطة بين الاطراف المتخاصمة، وقد اسفرت هذه الوساطة عن عودة السفراء إلى الدوحة بعد تسعة اشهر من سحب السفراء. لقد تعهدت قطر بتغيير سياستها، إلا أنها استمرت على ذات السياسة، فقامت بتشكيل لجنة سياسية عليا مشتركة مع ايران في عام 2014 وفي ديسمبر 2015 تم الاتفاق مع تركيا على انشاء قاعدة عسكرية تركية على الاراضي القطرية يتمركز فيها نحو ثلاث ألاف جندي تركي، وهذا يعني أن قطر اصبحت الدولة الخليجية الأولى التي تسمح بوجود عسكري تركي في الخليج العربي منذ نحو مئة عام، واستمرت ايضا في دعم الاخوان المسلمين، أما في الملف السوري وعلى الرغم من الاتفاق بين سياسة السعودية وقطر على ضرورة اسقاط نظام بشار الأسد؛ فقد كان الاختلاف في دعم الجهات المتحاربة داخل سوريا؛ فقد دعمت قطر الجماعات الإسلامية ودعمت السعودية الجيش الحر. وفي ليبيا أختلف الطرفان في التعاطي مع القضية الليبية ولاسيما بعد سيطرت الجماعات المدعومة قطريا على مطار طرابلس، فقامت الامارات بضربات جوية عليهم. 

## الخلفية التاريخية

موقع دولة قطر في المنطقة

في مارس 2014 سحبت كلًا من السعودية والبحرين والإمارات العربية المتحدة سفرائها لدى قطر بسبب ما وصفوه بعدم التزام الدوحة بمقررات تم التوافق عليها سابقًا بمجلس التعاون الخليجي، يعُتقد أن أبرزها هو الموقف القطري من عزل الرئيس السابق مرسي بعد احداث 30 يونيو الذي يراه الاعلام المحسوب على قطر بأنه إنقلاب 3 يوليو في مصر، ودعم دولة قطر لما اعتبروه الفوضى وعدم الاستقرار بالمنطقة وما تراه قطر ثورات الربيع العربي وعلاقات حكومة قطر مع جماعة الإخوان المسلمين المحظورة والمتطرفة من وجهة النظر الإماراتية - السعودية والتعاطي الإعلامي لقناة الجزيرة مع بعض الأحداث اللذي تراه الدول المحتجة بأنه تحريض وإعلام موجهة، والخلاف حول طريقة مكافحة الإرهاب وعدم بذل دولة قطر ما يكفي لمكافحته أو الإتهام بتمويله واعطاء جماعات العنف منابر فضائية للتعبير عن افكارها، وطبيعة العلاقات مع إيران.
في مايو 2017 بثت وكالة الأنباء القطرية تصريحات لأمير قطر انتقد فيها ما أسماه «المشاعر المعادية لإيران»، ولكن سارع المسؤولون القطريون إلى إنكار التصريحات، متهمين قراصنة باختراق وكالة الأنباء الرسمية. لكن الانتقادات السعودية والإماراتية تصاعدت بشدّة بعد أن اتصل الشيخ تميم بالرئيس الإيراني حسن روحاني ما اعتبر تحدٍ للمملكة.

## الأحداث المؤدية إلى الأزمة

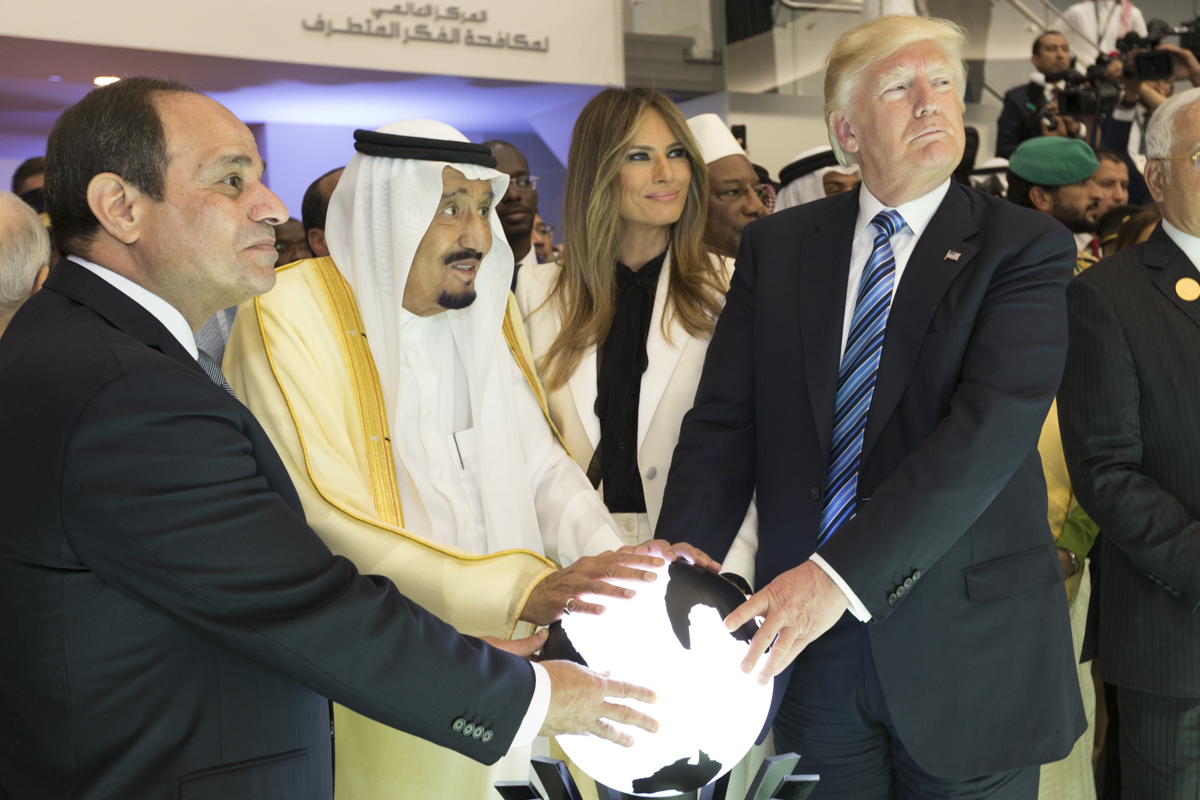
الرئيس الأمريكي دونالد ترامب، والملك سلمان بن عبد العزيز آل سعود، والرئيس المصري عبد الفتاح السيسي في قمة الرياض 2017. يقال إن الاجتماع هو أحد العوامل المحفزة للأزمة.

الأسباب الدقيقة للأزمة الدبلوماسية غير واضحة، ولكن التغطية الإخبارية المعاصرة نسبت هذا أساسا إلى عدة أحداث في أبريل ومايو 2017.

### مفاوضات أبريل 2017
في أبريل 2017، شاركت قطر في صفقة بين أطرف سنية وأخرى شيعية في العراق وسوريا. وكان للاتفاق هدفين. أولهم ضمان عودة 26 رهينة قطري، اختطفهم مسلحون شيعة جنوبي العراق وظلوا في الأسر لأكثر من 16 شهراً.
وكان الهدف الثاني السماح بوصول المساعدات الإنسانية والإخلاء الآمن للمدنيين،  ووفقاً لنيويورك تايمز، سمحت هذه الصفقة بإخلاء ما لا يقل عن 2000 معتقل مدني من مضايا وحدها.
وفقاً لفاينانشال تايمز دفعت قطر لتأمين الصفقة، 700 مليون دولار لمليشيات شيعية في العراق، و120-140 مليون دولار لهيئة تحرير الشام، و80 مليون دولار لحركة أحرار الشام الإسلامية، ما أثار غضب المملكة العربية السعودية والإمارات العربية المتحدة.

### قمة الرياض 2017
كجزء من قمة الرياض 2017 في أواخر مايو 2017، زار العديد من قادة العالم، بمن فيهم الرئيس الأمريكي دونالد ترامب المملكة العربية السعودية، وقدم ترامب دعما قويا لجهود السعودية المبذولة ضد الدول والجماعات المتحالفة مع إيران والإخوان المسلمين، وعقدت خلال زيارة ترامب صفقة أسلحة بين البلدين.

### اختراق المواقع القطرية
في مايو 2017، قالت الحكومة القطرية إن موقع وكالة الأنباء القطرية وغيره من منصات وسائط الإعلام الحكومية تم اختراقها وطبقاً لما ذكرته قناة الجزيرة القطرية، فإن القراصنة نشروا تصريحات وهمية على وكالة الأنباء القطرية الرسمية نسبت إلى أمير قطر، الذي أعرب عن تأييده لإيران، وحماس، حزب الله وإسرائيل.
ونقل عن الأمير قوله «إيران تمثل ثقلا إقليميا وإسلاميا لا يمكن تجاهله، وليس من الحكمة التصعيد معها، مؤكدا أنها قوة كبرى تضمن الاستقرار في المنطقة».
نفت قطر تلك الأخبار ووصفتها بالكاذبة،  وعلى الرغم من ذلك، فقد تجاهلت وسائل الإعلام السعودية والإماراتية تصريحات الحكومة القطرية، وتناولت التصريحات المنسوبة للأمير على نطاق واسع في مختلف وسائل الإعلام العربية، بما في ذلك سكاي نيوز عربية وقناة العربية.
واخترق مجهولون حساب وزير الإعلام البحريني خالد بن أحمد بن محمد آل خليفة في تويتر في 3 يونيو 2017.
في بداية الاختراقات أشارت المخابرات التي جمعتها أجهزة الأمن الأمريكية إلى أن قراصنة روسيين كانوا وراء التدخل الأول الذي أبلغ عنه القطريون. ومع ذلك، قال مسؤول أمريكي اطلع على التحقيق لنيويورك تايمز إنه «من غير الواضح هل كان القراصنة تحت رعاية الدولة أم لا؟»، وأرسل مكتب التحقيقات الفيدرالي FBI فريق من المحققين إلى الدوحة لمساعدة قطر في التحقيق في حادث القرصنة المزعومة.

### الجزيرة
في مايو 2017 تم تسريب رسائل من حساب البريد الإلكتروني لسفير دولة الإمارات العربية المتحدة في الولايات المتحدة يوسف العتيبة، واعتبرت تلك المراسلات محرجة، لاحتوائها على مراسلات مع مؤسسة إسرائيلية تدعى مؤسسة الدفاع عن الديمقراطيات. تم تغطية التسريبات من قبل قناة الجزيرة وهافينغتون بوست عربي، واعتبر ذلك استفزازاً،  وتعميقاً للخلاف بين الجانبين. في 9 يونيو تعرضت شبكة الجزيرة الإعلامية لهجوم إلكتروني عبر جميع منصاتها.

### اختراق البريد الإلكتروني لسفير الإمارات
يوسف العتيبة
في مايو 2017، تم اختراق حساب البريد الإلكتروني لسفير الإمارات لدى الولايات المتحدة، يوسف العتيبة. واعتبرت هافينغتون بوست رسائل البريد الإلكتروني محاولة «لإحراج» العتيبة لأنها أظهرت صلات بين الإمارات ومؤسسة الدفاع عن الديمقراطيات المؤيدة لإسرائيل ومقرها الولايات المتحدة.  كان يُنظر إلى الاختراق على أنه خطوة لصالح قطر، مما أدى إلى تعميق الخلاف بين الجانبين.  وفقًا لموقع The Intercept ، ورد أن يوسف العتيبة مرتبط بشراء نفوذ للحملات التي تقودها الإمارات في البيت الأبيض.

## البيانات الرسمية

### الأسباب

الدول المقاطعة لدولة قطر

لم تصرح الدول التي قاطعت على المستوى الدولي الأسباب والدوافع وراء الحملة وظلت في مساحة الإتهامات العامّة، وشككت الخارجية الأمريكية لاحقا بكون تلك التحركات «فعلا بشأن مخاوفهم إزاء دعم قطر للإرهاب أم هي بشأن شكاوى تعتمل منذ فترة طويلة بين دول مجلس التعاون الخليجي»،  وكانت تلك الدول وجهت لقطر العديد من الإتهامات، مثل:
- دعمها لجماعات متطرفة عدة من بينها جماعة الإخوان المسلمين والتي تعتبر تنظيم إرهابي في هذه الدول، وأيضا الحوثيين، [47] مروراً بتنظيم القاعدة وتنظيم الدولة الإسلامية (داعش)،
- تأييدها لإيران في مواجهة دول الخليج. [بحاجة لمصدر]
- عملها على زعزعة أمن هذه الدول.[48][49]

- تحريض بعض المواطنين على حكوماتهم، كما في البحرين ومصر.[50][51]

### البحرين
في يوم 5 يونيو 2017 أعلنت مملكة البحرين قطع العلاقات الدبلوماسية مع قطر، وأورد بيان بثته وكالة أنباء البحرين الحكومية أن ذلك مرده الحفاظ على الأمن الوطني البحريني بسبب «اصرار دولة قطر على المضي في زعزعة الامن والاستقرار في مملكة البحرين والتدخل في شؤونها والاستمرار في التصعيد والتحريض الاعلامي ودعم الانشطة الارهابية المسلحة وتمويل الجماعات المرتبطة بأيران للقيام بالتخريب ونشر الفوضى في البحرين في انتهاك صارخ لكل الاتفاقات والمواثيق ومبادئ القانون الدولي دون ادنى مراعاة لقيم او قانون او اخلاق او اعتبار لمبادئ حسن الجوار او التزام بثوابت العلاقات الخليجية والتنكر لجميع التعهدات السابقة» كما أشار البيان أن ما وصفه بـ«الممارسات القطرية الخطيرة» طالت دولا شقيقة غير البحرين أيضا، وأن حكومة قطر تستمر في دعم الأرهاب والعمل على إسقاط النظام في البحرين؛ وبناء عليه يستوجب التصدي له بكل قوة وحزم بحسب البيان.
وكذلك شمل البيان إعلان إجراءات قطع العلاقات، فأعلن سحب البعثة الدبلوماسية البحرينية من الدوحة وامهال جميع افراد البعثة الدبلوماسية القطرية 48 ساعة لمغادرة البلاد مع استكمال تطبيق الإجراءات اللازمة، وغلق الاجواء والموانئ والمياه الإقليمية أمام حركة الطيران والملاحة من وإلى قطر خلال 24 ساعة من إعلان البيان، ومنع مواطني البحرين من السفر إلى قطر أو الإقامة فيها وعدم السماح للمواطنيين القطريين من الدخول إلى أراضيها أو المرور عبرها كما تمنح المقيمين والزائرين القطريين مهلة 14 يوما لمغادرة أراضي البحرين مع التأكيد على الاعتزاز والثقة العالية في الشعب القطري وحرصها عليه وإدراكه لمعاناة البحرين بسبب ذلك الإرهاب.

### السعودية
في 5 يونيو 2017 أعلنت المملكة العربية السعودية قطع العلاقات مع قطر وإغلاق المنافذ الجوية والبحرية والبرية كافة.
حيث صرحت وزارة الخارجية السعودية "أنه منذ عام 1995 بذلت المملكة العربية السعودية وأشقاؤها جهوداً مضنية ومتواصلة لحث السلطات في الدوحة على الالتزام بتعهداتها، والتقيد بالاتفاقيات، إلا أن هذه السلطات دأبت على نكث التزاماتها الدولية، وخرق الاتفاقات التي وقعتها تحت مظلة دول مجلس التعاون لدول الخليج العربية بالتوقف عن الأعمال العدائية ضد السعودية، والوقوف ضد الجماعات والنشاطات الإرهابية، وكان آخر ذلك عدم تنفيذها لاتفاق الرياض لعام 2014."
وصرح مصدر مسؤول أن حكومة المملكة العربية السعودية، انطلاقاً من ممارسة حقوقها السيادية التي كفلها القانون الدولي، وحمايةً لأمنها الوطني من مخاطر الإرهاب والتطرف، فإنها قررت قطع العلاقات الدبلوماسية والقنصلية مع دولة قطر، كما قررت إغلاق كافة المنافذ البرية والبحرية والجوية، ومنع العبور في الأراضي والأجواء والمياه الإقليمية السعودية، والبدء بالإجراءات القانونية الفورية للتفاهم مع الدول الشقيقة والصديقة والشركات الدولية، لتطبيق ذات الإجراء بأسرع وقت ممكن لكافة وسائل النقل من وإلى دولة قطر، وذلك لأسباب تتعلق بالأمن الوطني السعودي، وذلك وفق بيان نشرته وكالة الأنباء السعودية الرسمية.
وفي يوم الثلاثاء 6 يونيو 2017، قررت الهيئة العامة للطيران المدني في السعودية إلغاء جميع التراخيص الممنوحة لـ الخطوط الجوية القطرية، وإقفال جميع مكاتبها في المملكة خلال 48 ساعة، وسحب التراخيص الممنوحة من الهيئة لجميع موظفي الخطوط القطرية. كما أن البنك المركزي السعودي وجه بنوك المملكة بعدم التعامل مع البنوك القطرية بالريال القطري وتعليق تنفيذ معاملاتها مع البنوك القطرية.

### الإمارات العربية المتحدة
في 5 يونيو 2017 أعلنت دولة الإمارات تأييد بياني مملكة البحرين والسعودية في إطار التزامها ودعمها لمنظومة مجلس التعاون الخليجي وعن إجراء وصفه بيانها الرسمي بـ«الحاسم» لقطع علاقاتها الدبلوماسية مع قطر بسبب « استمرار السلطات القطرية في سياستها التي تزعزع أمن واستقرار المنطقة» و«لعدم التزام السلطات القطرية باتفاق الرياض لإعادة السفراء والاتفاق التكميلي له 2014 ومواصلة دعمها وتمويلها واحتضانها للتنظيمات الارهابية والمتطرفة والطائفية وعلى رأسها جماعة الاخوان المسلمين وعملها المستمر على نشر وترويج فكر تنظيم داعش والقاعدة عبر وسائل اعلامهاالمباشر وغير المباشر وكذلك نقضها البيان الصادر عن القمة العربية الاسلامية الأمريكية بالرياض تاريخ 21 - 5 - 2017 لمكافحة الارهاب الذي اعتبر إيران الدولة الراعية للارهاب في المنطقة إلى جانب ايواء قطر للمتطرفين والمطلوبين أمنيا على ساحتها وتدخلها في الشؤون الداخلية لدولة الإمارات وغيرها من الدول» وأشار البيان إلى ان «ما تنتهجه السلطات القطرية من سياسات تؤدي إلى الوقيعة بين شعوب المنطقة» مع التأكيد على «احترامها وتقديرها البالغين للشعب القطري لما يربطها معه من أواصر القربى والنسب والتاريخ والدين».
وكذلك شمل البيان إعلان إجراءات إماراتية تجاه قطر، تتمثل بقطع العلاقات مع قطر بما فيها العلاقات الدبلوماسية وإمهال البعثة الدبلوماسية القطرية 48 ساعة لمغادرة البلاد، وغلق المنافذ البحرية والجوية من وإلى قطر ومنع العبور لوسائل النقل القطرية خلال 24 ساعة من إعلان البيان، ومنع مواطني الإمارات من السفر إلى قطر أو الإقامة فيها وعدم السماح للمواطنيين القطريين من الدخول إلى اراضيها اوالمرور عبرها كما أمهلت المقيمين والزائرين القطريين 14 يوما لمغادرة أراضي الإمارات.

### مصر
جاء نص بيان وزارة الخارجية المصرية على النحو التالي:
«قررت حكومة جمهورية مصر العربية قطع العلاقات الدبلوماسية مع دولة قطر في ظل إصرار الحكم القطري على اتخاذ مسلك معادي لمصر، وفشل كافة المحاولات لإثناءه عن دعم التنظيمات الإرهابية، وعلى رأسها تنظيم الإخوان الإرهابي، وإيواء قياداته الصادر بحقهم أحكام قضائية في عمليات إرهابية استهدفت أمن وسلامة مصر، بالإضافة إلى ترويج فكر تنظيم القاعدة وداعش ودعم العمليات الإرهابية في سيناء، فضلا عن إصرار قطر على التدخل في الشؤون الداخلية لمصر ودول المنطقة بصورة تهدد الأمن القومي العربي وتعزز من بذور الفتنة والانقسام داخل المجتمعات العربية وفق مخطط مدروس يستهدف وحده الأمة العربية ومصالحها.
كما تعلن جمهورية مصر العربية غلق أجوائها وموانئها البحرية أمام كافة وسائل النقل القطرية حرصاً على الأمن القومي المصري، وستتقدم بالإجراءات اللازمة لمخاطبة الدول الصديقة والشقيقة والشركات العربية والدولية للعمل بذات الإجراء الخاص بوسائل نقلهم المتجهة إلى الدوحة».

### الأردن
في حزيران عام 2017، قرر الأردن تخفيض تمثيل الدبلوماسي مع قطر، وإلغاء تصريح مكتب قناة الجزيرة في الأردن. ثم أعلنت حكومة الأردن في 16 تموز عام 2019، عن إعادة العلاقات الدبلوماسية الكاملة مع قطر. وفي يناير عام 2020، سمحت حكومة الأردن لقناة الجزيرة باستئناف عملهم في الأردن في سياق تحسن العلاقات الأردنية القطرية.

### موريتانيا
أعلنت سلطات موريتانيا عن قطع علاقاتها الدبلوماسية رسميا مع دولة قطر.

### ليبيا
اعلان حكومة شرق ليبيا قطع علاقاتها الدبلوماسية مع دولة قطر. وقال وزير الخارجية في الحكومة المؤقتة محمد الدايري في تصريح صحفي «إن بلاده قررت قطع علاقاتها مع دولة قطر تضامنا مع أشقائنا في المملكة العربية السعودية ومملكة البحرين ودولة الإمارات العربية المتحدة وجمهورية مصر العربية». وأشارت إلى أن سجل قطر في اعتداءاتها المتكررة والعديدة على كرامة الشعب الليبي بعد أحداث 17 فبراير لطالما أغضبت قطاعات عريضة من الشعب الليبي.

### جزر المالديف
أعلنت جمهورية المالديف قطع علاقاتها الدبلوماسية مع قطر. وقالت وزارة الخارجية في بيان لها أوردته وكالة الأنباء الألمانية اليوم «إن قرار قطع العلاقات سببه معارضتها القوية للأنشطة التي تشجع على الإرهاب والتطرف». وأضاف البيان «إن المالديف تشدد على التزامها بالعمل مع الدول التي تعزز السلم والاستقرار، وتؤكد التضامن في الحرب على الإرهاب».

### اليمن
أعلن اليمن عبر حزب المؤتمر الشعبي العام الذي يرأسه الرئيس اليمني السابق علي عبد الله صالح، عن تأييده للخطوات السعودية الاخيرة ضد قطر. وأعلن الناطق الرسمي باسم حزب صالح، أن ما اتخذته دول الخليج العربية، ومصر من قرارات بقطع العلاقات الدبلوماسية مع قطر خطوة إيجابية وهامة نظراً لضلوع النظام القطري في دعم الإرهاب وإقلاق أمن المنطقة والوطن العربي. وأشار إلى أن هذه الخطوة كان يفترض بها إتخاذها منذ وقت مبكر لإصرار قطر على دعم الإرهاب. وقال أن قطر احتضنت حركة الإخوان التي تفرخت منها كل التنظيمات الإرهابية، وأن اليمن عانى كثيرا من الإرهاب الممول من قطر واحتضانها عناصر تنظيم الإصلاح «الإخوان المسلمين» والدفع بهم لإشعال الفتن.

### قطر
أعربت الدولة عن أسفها للقرار، وصرحت وزارة الخارجية القطرية بأن الإتهامات مجرد أسباب مختلقة بدون مبررات شرعية، والهدف منها فرض وصاية على سيادة دولة قطر، وأن هذه الإجراءات غير المبررة لا صحة لها. وقالت وزارة الخارجية في بيان "لقد تعرضت دولة قطر لحملة تحريض تقوم على افتراءات وصلت حد الفبركة الكاملة ما يدل على نوايا مبيتة للإضرار بالدولة". وأضافت "قطر عضو فاعل في مجلس التعاون الخليجي وملتزمة بميثاقه وتحترم سيادة الدول الأخرى ولا تتدخل في شؤونها الداخلية كما تقوم بواجباتها في محاربة الإرهاب والتطرف.

## تطور الأحداث

### مايو 2017
20 مايو 2017
- قطر تعرب عن «استنكارها واستغرابها الشديدين بشأن ما يتم بثه من منشورات وتقارير إعلامية من قبل عدد من المنظمات التي تعمل ضد دولة قطر فيما يتعلق بالإرهاب، والادعاء بتعاطف دولة قطر أو تجاهلها لأفعال الجماعات الإرهابية في الشرق الأوسط» في بيان على صفحة وزارة خارجيتها.[69]

21 مايو 2017
- بدء قمة الرياض 2017 في السعودية والرئيس الأمريكي دونالد ترامب يفتتحها، وتشارك فيها دول الخليج وبحضور أمير قطر. ترامب يتحدث عن إيران وحزب الله اللبناني وحركة حماس الفلسطينية باعتبارها تنظيمات إرهابية.
- الرئيس المصري عبد الفتاح السيسي يتحدث عن ضرورة مواجهة «الدول التي تدعم الإرهاب» في ما رأه محللون إشارة واضحة لقطر بسبب موقفها من تغييرات السلطة في مصر عام 2013، الأمر الذي تبعه كلمة تأييد من الملك السعودي سلمان بن عبد العزيز، قائلًا للسيسي «المملكة تدعمكم بقوة».

24 مايو 2017
- وكالة الأنباء القطرية الرسمية تنقل تصريحات منسوبة للأمير تميم بن حمد، وتعود لتنفيها متحدثة عن تزوير للأخبار عبر اختراق إلكتروني، وتتضمن التصريحات تقدير لأهمية الدور الإيراني في المنطقة، وعن مواجهة الرئيس الأميركي الجديد لمشاكل قانونية كثيرة، ما يعكس وجود توتر في العلاقة معه، لاقت التصريحات اهتمام على وسائل الإعلام الدولية والخليجية بشكل خاص وقامت السعودية والإمارات بحجب الإعلام القطري بما فيه الجزيرة. كما كذّب الإعلام السعودي والإماراتي والمصري الرواية الرسمية القطرية النافية لهذه التصريحات وخبر الاختراق الإلكتروني.[70]

### يونيو 2017
3 يونيو 2017
- أعلنت مجموعة نشطة في اختراق المعلومات تتسمى غلوبال ليكس (بالإنجليزية: GlobalLeaks)‏ اختراق البريد الإلكتروني لـ يوسف العتيبة السفير الإماراتي لدى «واشنطن». الأمر الذي تابعته مجموعة قنوات الجزيرة القطرية باهتمام لافت.

```
وضمت الرسائل المسربة أحاديث للسفير الإماراتي عن تعاون بلاده مع الولايات المتحدة ومؤسسات أخرى موالية لإسرائيل ضد النفوذ الإيراني في الشرق الأوسط. كما ضمت طلبًا إماراتيا للولايات المتحدة بالضغط على قطر.
```

05 يونيو 2017
- قامت المملكة العربية السعودية، والبحرين، والامارات العربية المتحدة، وجمهورية مصر العربية، بإغلاق الأجواء أمام حركة الطيران وإقفال الموانئ والمياه الإقليمية أمام الملاحة من وإلى قطر، أيضا إغلاق الحدود البرية السعودية مع قطر. بالإضافة إلى منع موطنين السعودية، والبحرين، والامارات من السفر إلى قطر أو البقاء فيها أو المرور عبرها، ومنع مواطني قطر من دخول أراضي هذه البلدان أو المرور عبرها.
- أعلنت قيادة تحالف دعم الشرعية في اليمن أنها قررت إنهاء مشاركة دولة قطر في التحالف بسبب ممارساتها التي تعزز الإرهاب، ودعمها تنظيمات في اليمن ومنها القاعدة وداعش، وتعاملها مع المليشيات الانقلابية في اليمن مما يتناقض مع أهداف التحالف التي من أهمها محاربة الإرهاب.[71]
- أعلن نادي الأهلي السعودي والذي يعتبر أحد أكبر أندية المملكة العربية السعودية بفسخ عقد الرعاية المبرم بينه وبين الخطوط الجوية القطرية، وذلك بعد قطع المملكة علاقاتها مع دولة قطر.[72]
- تضررت البورصات كلها وانخفضت بنسب مختلفة أولها بورصة قطر بـ 8%.
- ألغت كل شركات الطيران في المملكة العربية السعودية، والبحرين، والامارات العربية المتحدة، وجمهورية مصر العربية رحلاتها من وإلى قطر.
- أغلقت وزارة الثقافة والإعلام السعودية مكتب قناة الجزيرة في المملكة العربية السعودية وسحبت الترخيص الممنوح لها.[73]
- أعلنت الخطوط الجوية الملكية المغربية، إلغاء الرحلات عبر الدوحة إلى دولة الإمارات والسعودية واليمن ومصر وذلك في أعقاب قرار تلك الدول بقطع العلاقات مع قطر.[74]

6 يونيو 2017
- أعلنت الأردن تخفيض مستوى التمثيل الدبلوماسي مع دولة قطر وإلغاء تراخيص مكتب قناة الجزيرة في الأردن.[75]

7 يونيو 2017
- صادق البرلمان التركي على قانون لنشر قوات من الجيش التركي في قاعدة عسكرية تركية قي دولة قطر تتضمن 5 آلاف جندي تركي سيتم البدء في إرسالهم. ويتضمن القانون التصديق على اتفاقية بين تركيا وقطر تسمح بوجود قوات برية تركية على الأراضي القطرية، وكذلك التصديق على التعاون العسكري بشأن تدريب وتأهيل قوات الدَرَك بين تركيا وقطر.[76]
- اعتبر النائب العام لدولة الإمارات أن الاعتراض على موقف الدولة أو إبداء التعاطف مع دولة قطر جريمة عقوبتها من 3 إلى 15 سنة سجن، وغرامة لا تقل عن 500 ألف درهم.[77][78][79]

8 يونيو 2017
- حذرت البحرين من التعاطف مع قطر أو انتقاد الإجراءات التي اتخذتها السلطات واعتبرت التعاطف جريمة قد تصل عقوبتها إلى السجن مدة لا تزيد عن خمس سنوات.[80]
- وزير خارجية قطر يقول أن قطر ليست مستعدة للاستسلام وأن قدوم القوات التركية هو لأمن المنطقة وأن إيران ستخصص 3 موانئ لقطر.[81]
- أعلنت كل من السعودية ومصر والإمارات ومملكة البحرين، على تصنيف (59) فردا و (12) كيانا «مرتبطين بقطر» في قوائم الإرهاب المحظورة لديها.[82]

09 يونيو 2017
- صرح الرئيس الأميركي دونالد ترامب من البيت الأبيض، بأن قطر «ممولة للإرهاب على أعلى المستويات»، وقال «علينا وقف تمويل الإرهاب»، وإنه «حان الوقت لقطر أن تنهي تمويلها للإرهاب. يجب أن ينهوا هذا التمويل ونشر الآيديولجية المتطرفة».[83]

10 يونيو 2017
- أعلنت النيجر استدعاء سفيرها في قطر تضامنا مع الدول العربية، التي قطعت علاقاتها مع الدوحة.[84][85][86]

11 يونيو 2017
- أصدرت السعودية والبحرين والإمارات توجيهات بمراعات الحالات الإنسانية للعائلات المشتركة المؤلفة من رعايها ومواطنين قطريين.[87][88][89]

22 يونيو 2017
- سلمت الكويت مطالب الدول المقاطعة إلى قطر.[90][91]

### يوليو 2017
2 يوليو 2017
- انتهت مهلة العشرة أيام الممنوحة لدولة قطر.

3 يوليو 2017
- طلبت الكويت من دول المقاطعة تمديد المهلة الممنوحة لدولة قطر 48 ساعة[92]، ووافقت الدول على طلب الكويت.[93]

6 يوليو 2017
- اعتبرت الدول المقاطعة أن قطر رفضت المطالب، والمطالب باتت لاغية بانتهاء المهلة، وأنها "ستتخذ كل الإجراءات والتدابير السياسية والاقتصادية والقانونية بالشكل الذي تراه وفي الوقت المناسب.[94][95][96]

21 يوليو 2017
- ألقى أمير قطر خطاب حول الأزمة القطرية.[97][98]

25 يوليو 2017
أعلنت السعودية والإمارات والبحرين ومصر تصنيف (9) كيانات و (9) أفراد تُضاف إلى قوائم الإرهاب المحظورة لديها وهي كالآتي:
- الكيانات:
  - مؤسسة البلاغ الخيرية – اليمن.
  - جمعية الإحسان الخيرية – اليمن.
  - مؤسسة الرحمة الخيرية – اليمن.
  - مجلس شورى ثوار بنغازي – ليبيا.
  - مركز السرايا للإعلام – ليبيا.
  - وكالة بشرى الإخبارية – ليبيا.
  - كتيبة راف الله السحاتي – ليبيا.
  - قناة نبأ – ليبيا.
  - مؤسسة التناصح للدعوة والثقافة والإعلام – ليبيا.
- الأفراد
  - خالد سعيد فضل راشد البوعينين (قطري الجنسية).
  - شقر جمعة خميس الشهواني (قطري الجنسية).
  - صالح أحمد الغانم (قطري الجنسية).
  - حامد بن عبد الله العلي (كويتي الجنسية).
  - عبد الله محمد علي اليزيدي (يمني الجنسية).
  - أحمد علي أحمد برعود (يمني الجنسية).
  - محمد بكر الدباء (يمني الجنسية).
  - الساعدي عبد الله إبراهيم بوخزيم (ليبي الجنسية).
  - أحمد عبد الجليل الحسناوي (ليبي الجنسية).

31 يوليو 2017
تقدمت قطر بشكوى إلى منظمة التجارة العالمية ضد المقاطعة التجارية وأمهلت منظمة التجارة العالمية الدول المقاطعة مهلة 60 يوماً لتسوية النزاع،  وتقدمت أيضاً بشكوى إلى إيكاو ضد إغلاق المجال الجوي التي تفرضه دول المقاطعة ودعت إيكاو إلى الالتزام بأتفاقية شيكاغو لحرية الملاحة الجوية.
16 أغسطس 2017
أمر العاهل السعودي الملك سلمان بن عبد العزيز بدخول الحجاج القطريين إلى السعودية عبر منفذ «سلوى» البري لأداء مناسك الحج من دون التصاريح الإلكترونية،  كما وجه العاهل السعودي، بنقل الحجاج القطريين من مطار الملك فهد الدولي في الدمام ومطار الأحساء الدولي في ضيافته، وقال وزير الخارجية القطري الشيخ محمد بن عبد الرحمن آل ثاني إن بلاده ترحب بقرار السعودية بفتح الحدود وتوفير رحلات طيران للحجاج القطريين.

## المطالب
في يوم 22 يونيو 2017 سلمت الكويت قائمة من 13 مطلب من الدول الأربعة (السعودية والإمارات والبحرين ومصر) لقطر ومهلة دول المقاطعة قطر 10 أيام لتنفيذها،  وتم تسريب هذه المطالب واتهم وزير الدولة الإماراتي للشؤون الخارجية أنور قرقاش قطر بتسريبها، بينما اتهم مدير مكتب الإعلام في وزارة الخارجية القطرية أحمد بن سعيد الرميحي الدول المقاطعة بتسريب المطالب.
المطالب وفقا للتسريبات 
1. إغلاق قناة الجزيرة
2. قطع العلاقات الدبلوماسية مع إيران وطرد أي عنصر من الحرس الثوري الإيراني موجود على أراضيها، والامتناع عن ممارسة أي نشاط تجاري يتعارض مع العقوبات الأميركية على طهران.
3. إغلاق القاعدة العسكرية التركية في قطر وإيقاف أي تعاون عسكري مع أنقرة.
4. قطع علاقات قطر بالإخوان المسلمين ومجموعات أخرى منها حزب الله وتنظيم القاعدة وتنظيم داعش.
5. امتناع قطر عن تجنيس مواطنين من السعودية والإمارات والبحرين ومصر، وطرد من سبق أن جنستهم، وذلك كجزء من التزامها بعدم التدخل في الشؤون الداخلية لهذه الدول.
6. تسليم قطر كل الأشخاص المطلوبين للدول الأربع بتهم إرهابية.
7. وقف أي دعم لأي كيان تصنفه الولايات المتحدة كيانا إرهابيا.
8. تقديم قطر معلومات تفصيلية عن كل وجوه المعارضة، من مواطني الدول الأربع، الذين تلقوا دعما منها.
9. التعويض عن الضحايا والخسائر كافة وما فات من كسب للدول الأربع، بسبب السياسة القطرية خلال السنوات السابقة، وسوف تحدد الآلية في الاتفاق الذي سيوقع مع قطر.
10. أن تلتزم قطر بان تكون دولة منسجمة مع محيطها الخليجي العربي على كافة الأصعدة، بما يضمن الأمن القومي الخليجي والعربي وقيامها بتفعيل «اتفاق الرياض لعام 2013» و«اتفاق الرياض التكميلي 2014».
11. تسليم قطر كافة قواعد البيانات الخاصة بالمعارضين الذين قامت بدعمهم وكذلك إيضاح كافة أنواع الدعم الذي قدم لهم.
12. إغلاق كافة وسائل الإعلام التي تدعمها قطر بشكل مباشر أو غير مباشر.
13. أن يتم إعداد تقارير متابعة دورية مرة كل شهر للسنة الأولى ومرة كل ثلاثة أشهر للسنة الثانية، ومرة كل سنة لمدة عشر سنوات.

## الآثار

### حجم التبادل التجاري
تشكل حصة دول الخليج العربي مجتمعة 11% من حجم تجارة قطر بقيمة 10.4 مليارات دولار، وحصة دول الخليج التي قطعت علاقاتها بقطر تبلغ 9.7 مليارات دولار، حيث يبلغ حجم التجاري مع الإمارات 7.1 مليارات دولار معظمها لإعادة التصدير، ويبلغ التبادل التجاري بين قطر والسعودية 1.9 مليار دولار ومع البحرين يبلغ التبادل التجاري سبعمئة مليون دولار.

### السفر الجوي
شركات الطيران الموجودة في تلك الدول، علقت رحلاتها من وإلى قطر، والتي اشتملت على طيران الإمارات،  طيران الخليج،  مصر للطيران،  فلاي دبي، العربية للطيران، الخطوط السعودية والاتحاد للطيران. أيضا، حظرت البحرين،  ومصر والسعودية والإمارات العربية المتحدة تحليق الطائرات المسجلة في قطر في أجوائها. ونتيجة لذلك، قامت قطر بإعادة توجيه الرحلات الجوية إلى أفريقيا وأوروبا عبر إيران.
وردا على ذلك، علقت الخطوط الجوية القطرية عملياتها الجوية إلى المملكة العربية السعودية والإمارات العربية المتحدة ومصر والبحرين.
أرسلت الخطوط الجوية الباكستانية رحلات خاصة لإعادة أكثر من 200 حاج باكستاني عالقين في مطار حمد الدولي بالدوحة. حيث تم نقل أكثر من 550 حاجا باكستانيا من الدوحة إلى مسقط. وفي يوم 7 يونيو أعلنت الخطوط الملكية المغربية أنها ألغت رحلاتها عبر الدوحة إلى الإمارات العربية المتحدة والمملكة العربية السعودية واليمن ومصر.
كذلك أثرت الأزمة على السفر بالطائرات الخاصة. وقال مسؤولو الطيران أن الرحلات الخاصة بين قطر والدول التي قطعت العلاقات الدبلوماسية تحتاج إلى توقف فني في دولة ثالثة. ولا يمكن للطائرات المسجلة في قطر أن تطير إلى البلدان التي قطعت العلاقات الدبلوماسية والعكس بالعكس. وفي الوقت الذي يمكن فيه لمشغلى طائرات رجال الأعمال طلب توجيه بدون توقف، قال مسؤولان أن الطلبات التي أرسلت حتى الآن تم رفضها، مما يتطلب توقفا في دولة ثالثة.

### الشحن
منعت الإمارات العربية المتحدة السفن التي ترفع علم قطر من الاتصال بالفجيرة. كما حظرت السفن القطرية من الرسو في الميناء ومنع السفن التي ترسو في الميناء من الإبحار مباشرة إلى قطر. كما وضعت قيود مماثلة في جبل علي، الذي كان يُستخدم قبل المقاطعة في التعامل مع أكثر من 85 في المائة من البضائع المنقولة بالسفن إلى قطر. كما حظرت البحرين ومصر والسعودية السفن التي تحمل علم قطر من استخدام موانئها.
في 8 يونيو 2017، لم تتمكن شركة خطوط ميرسك للشحن بالقيام بتوصيل شحناتها بالكامل من أو إلى قطر. ونظرًا لموانئ قطر الضحلة، يُطلب من سفن الشحن الكبيرة أن ترسو في جبل علي أو في موانئ أخرى قريبة حيثُ تقوم السُفن المُغذية بنقل البضائع إلى قطر. وردًا على ذلك، تم إعادة توجيه سفن شركة ميرسك وشركة البحر المتوسط للشحن البحري التي تتخذ من سويسرا مقرًا لها من قطر إلى مدينتي صلالة وصحار في سلطنة عُمان. وأيضًا اتخذت شحنات الأغذية القابلة للتلف أو المجمدة نفس هذا الطريق.
في 12 يونيو 2017، أعلنت شركة الشحن الصينية كوسكو تعليق الخدمات من وإلى قطر. وقد أوقفت شركة إيفرجرين البحرية التايوانية وشركة أو أو سي أل في هونج كونج خدماتها أيضًا.

### الغذاء
يأتي ما يقرب من 80 في المائة من الاحتياجات الغذائية القطرية من دول الخليج العربية المجاورة، وينتج 1% فقط محليا وحتى الواردات من خارج دول الخليج تأتي عادة عبر الحدود البرية مع السعودية المغلقة الآن. وعقب قطع العلاقات مباشرة، أشارت التقارير المحلية إلى أن السكان تهافتو على محلات البقالة أملاً في تخزين المواد الغذائية. ولا يزال عدد كبير من الشاحنات التي تحمل الأغذية متوقفة على طول الحدود السعودية القطرية. فيما عرض مسؤولون إيرانيون توريد المواد الغذائية والتي يمكن أن تصل في غضون 12 ساعة.

### قناة الجزيرة
سحبت السعودية ترخيص قناة الجزيرة وأغلقت مكاتبها في المملكة. كما ألغى الأردن تراخيص مكتب قناة الجزيرة.

### أسواق المال
انخفض سعر الريال القطري مقابل الدولار الأمريكي في التعاملات الفورية والآجلة بسبب المخاوف إزاء الأثر الاقتصادي في قطر على المدى الطويل بعد أن قطعت دولا عربية العلاقات معها، فيما انخفض المؤشر القطري في التعاملات يوم الاثنين 5 يونيو عقب قرار قطع العلاقات وسجل خسائر بلغت 7.3 في المئة.

### تصدير الغاز
- تعتمد طاقة الإمارات بنسبة من 30% إلى 40% على استيراد الغاز من قطر ولمح وزير خارجية قطر إلى هذا الأمر، واسبتعاد وزير الدولة الإماراتي للشؤون الخارجية، أنور قرقاش قطع الغاز وقال «لا أعتقد أننا سنرى هذا النوع من الانتقام.»[140][141] الا أن بيانات ملاحية أظهرت أن رويال داتش شل أرسلت شحنة بديلة من الغاز الطبيعي المسال من الولايات المتحدة إلى دبي تعويضا لأي نقص قد يحصل من امدادات الغاز القطرية.[142]

## ردود الأفعال
- الولايات المتحدة: قال وزير الخارجية الأمريكي ريكس تيلرسون، ووزير الدفاع الأمريكي جيمس ماتيس، إنهما لا يتوقعان أن يؤثر قرار السعودية ومصر والإمارات والبحرين قطع العلاقات مع قطر على محاربة «الإرهاب» لكنهما حثا الجانبين على حل خلافاتهما. وأبدى استعداد واشنطن للمساعدة في حل الخلافات ليبقى مجلس التعاون الخليجي موحدا، فقال: «اعتقد أن المهم لمجلس التعاون الخليجي أن يحافظ على وحدته».[143]
- روسيا: قال الكرملين إن من مصلحة روسيا أن يكون الوضع في الخليج "مستقرا وسلميا" وقال ديمتري بيسكوف المتحدث باسم الكرملين في مؤتمر صحفي عبر الهاتف إن موسكو تأمل أيضا ألا يؤثر الخلاف الدبلوماسي الحالي مع الخليج على "العزم المشترك" في الحرب على "الإرهاب الدولي.[144]
- إسرائيل: صرح ليبرمان قوله: «حتى الدول العربية بدأت تدرك أن الخطر على المنطقة ليس إسرائيل بل الإرهاب. إنها فرصة للتعاون».[145]
- إيران: قال التلفزيون الإيراني الرسمي إن إيران دعت قطر والسعودية ودولا خليجية عربية أخرى إلى حل خلافاتها بالطرق الدبلوماسية وقالت إن أي تصعيد في التوترات لن يساعد في حل الأزمة في الشرق الأوسط. وقال بهرام قاسمي المتحدث باسم الخارجية الإيرانية «لحل الخلافات الإقليمية والخلاف الراهن، يتعين عليهم انتهاج الأساليب السلمية والحوار الشفاف والدبلوماسية». وأضاف «لن تستفيد أي دولة في المنطقة من تصاعد حدة التوترات».[146]
- تركيا: قال وزير الخارجية التركي مولود تشاووش أوغلو، إنه يشعر بالأسى للخلاف بين قطر ودول عربية أخرى ودعا للحوار لحل النزاع. وأضاف في مؤتمر صحفي "نعتبر استقرار منطقة الخليج من وحدتنا وتضامننا. أيضا "تطرأ بعض الأمور بين الدول بالطبع لكن الحوار يجب أن يستمر تحت أي ظرف لحل المشكلات سلميا. نشعر بالأسى للوضع الحالي وسنقدم أي مساندة لإعادة الوضع لطبيعته".[147]
- باكستان: أعلنت الخارجية الباكستانية، أن إسلام آباد لا تعتزم قطع العلاقات الدبلوماسية مع دولة قطر في الوقت الراهن، على غرار ما فعلته كل من السعودية ومصر والبحرين والإمارات وغيرهم.[148]
- جزر المالديف: أعلنت جمهورية المالديف قطع علاقاتها الدبلوماسية مع قطر. وقالت وزارة الخارجية في بيان لها أوردته وكالة الأنباء الألمانية اليوم «إن قرار قطع العلاقات سببه معارضتها القوية للأنشطة التي تشجع على الإرهاب والتطرف». وأضاف البيان «إن المالديف تشدد على التزامها بالعمل مع الدول التي تعزز السلم والاستقرار، وتؤكد التضامن في الحرب على الإرهاب».[61]
- ليبيا: أعلنت الحكومة الليبية اليوم قطع علاقاتها الدبلوماسية مع دولة قطر. وقال وزير الخارجية في الحكومة المؤقتة محمد الدايري في تصريح صحفي «إن بلاده قررت قطع علاقاتها مع دولة قطر تضامنا مع أشقائنا في المملكة العربية السعودية ومملكة البحرين ودولة الإمارات العربية المتحدة وجمهورية مصر العربية». وأشار إلى أن سجل قطر في اعتداءاتها المتكررة والعديدة على كرامة الشعب الليبي بعد أحداث 17 فبراير لطالما أغضب قطاعات عريضة من الشعب الليبي.
- السودان: أصدرت الخارجية السودانية بيانا حول إعلان عدد من الدول العربية عن قطع علاقاتها الدبلوماسية مع دولة قطر، دعت فيه إلى «تهدئة النفوس والعمل على تجاوز الخلافات».[149]
- روسيا: شدد وزير الخارجية الروسي على ضرورة تسوية الخلافات القطرية الخليجية عبر الحوار، على أساس الاحترام المتبادل.[150]
- اليمن: عبر حزب المؤتمر الشعبي العام الذي يرأسه الرئيس اليمني السابق علي عبد الله صالح، عن تأييده للخطوات السعودية الاخيرة ضد قطر. وأعلن الناطق الرسمي باسم حزب صالح، أن ما اتخذته دول الخليج العربية، ومصر من قرارات بقطع العلاقات الدبلوماسية مع قطر خطوة إيجابية وهامة نظراً لضلوع النظام القطري في دعم الإرهاب وإقلاق أمن المنطقة والوطن العربي. وأشار إلى ان هذه الخطوة كان يفترض إتخاذها منذ وقت مبكر لإصرار قطر على دعم الإرهاب. وقال أن قطر احتضنت حركة الإخوان التي تفرخت منها كل التنظيمات الإرهابية، وأن اليمن عانى كثيرا من الإرهاب الممول من قطر واحتضانها عناصر تنظيم الإصلاح «الإخوان المسلمين» والدفع بهم لإشعال الفتن.[62][63][64][65]

### لوحة تميم المجد

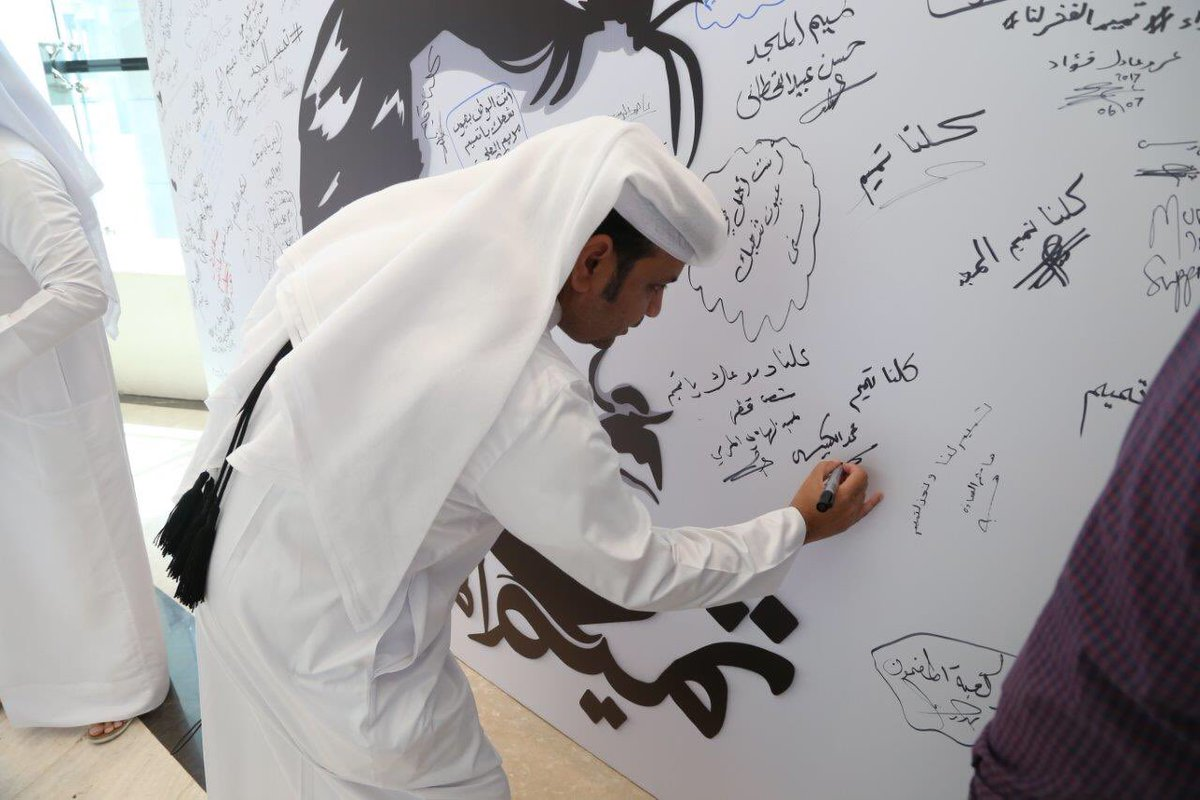
لوحة تميم المجد

لوحة تميم المجد هي لوحة فنية رسمها الفنان التشكيلي «أحمد المعاضيد» عام 2016 تصوّر وجه أمير قطر تميم بن حمد آل ثاني مُرفقة بعبارة «تميم المجد» وذلك تعبيرًا عن وفاءه لدور الأمير في قيادة مسيرة قطر التنموية، انتشرت صورة للوحة انتشارا عالميا واسعًا بالتزامن مع ازمة قطر 2017 حيث أصبحت اللوحة من ملامح الأزمة واتخذها المدافعون عن قطر حول العالم كأيقونة تجسّد دعمهم قطر وقائدها.

## وساطة كويتية
في يوم 5 يونيو 2017 طلب أمير الكويت صباح الأحمد الصباح من أمير قطر تميم بن حمد عدم التصعيد وإتاحة الفرصة لاحتواء التوتر في العلاقات بين الأشقاء،  وعلى أثر ذلك قام تميم بن حمد بتأجيل خطابه لإعطاء فرصة لجهود أمير الكويت. وتوجه صباح الأحمد الصباح في يوم الثلاثاء 6 يونيو 2017 إلى السعودية بهدف مواصلة مساعيه لحل الأزمة.

## تغيرات إيجابية
بعد نحو عامين ونصف من بدء المقاطعة ظهرت بوادر تغير في الموقف نحو قطر وصاحب ذلك تقرير نشرته عدد من الوسائل الإعلامية عن زيارة سرية قام بها وزير الخارجية القطري محمد آل ثاني إلى السعودية في سبتمبر 2019، كما اتضحت ملامح التقارب بعد مشاركة كل من السعودية والإمارات والبحرين في كأس الخليج التي أقيمت في قطر، وسبق ذلك جهود كويتية قادها الشيخ صباح الأحمد للتوسط بين طرفي الأزمة، وقبيل انعقاد القمة الخليجية في 10 ديسمبر من العام نفسه، والتي جرى الاتفاق على عقدها في الرياض بدلا من أبو ظبي، أكد وزير الدولة للشؤون الخارجية السعودي عادل الجبير أن السعودية وجهت دعوة لأمير قطر تميم بن حمد لحضور القمة وأن تغير الموقف مع الدوحة مرهون بخطوات منها، فيما صرح في الوقت نفسه وزير الخارجية القطري محمد آل ثاني بأن “هناك مباحثات مع الأشقاء في السعودية ونأمل أن تثمر عن نتائج إيجابية”.
أوفدت قطر رئيس الوزراء الشيخ عبد الله بن ناصر بن خليفة آل ثاني على رأس وفدها إلى السعودية في القمة الخليجية وأظهرت اللقطات التلفزيونية والصور الرسمية تبادله حديثا باسما مع خادم الحرمين الحرمين الشريفين الملك سلمان. وصرح وزير الخارجية السعودي فيصل بن فرحان بأن الدول الأربعة تدعم جهود سمو أمير الكويت التي تسعى لحل الأمة.
بعد خمسين يوم من عقد القمة تمت اقالة رئيس الوزراء القطري وقالت وكالة رويترز بأن المفاوضات بين قطر والسعودية قد انهارت بعد رفض السعودية لفتح الحدود دون تعهدات قطرية جديدة.

## فتح الأجواء
في يناير 2021 أعلن وزير الخارجية الكويتي فتح الأجواء والحدود البرية والبحرية بين السعودية وقطر اعتبارا من يوم 4 يناير 2021، وذلك قبل يوم من انعقاد الدورة 41 لمجلس التعاون لدول الخليج العربي. وكان ولي العهد السعودي الأمير محمد بن سلمان صرح في اليوم نفسه أن «قمة مجلس التعاون لدول الخليج العربية ستكون قمة جامعة للكلمة موحدة للصف ومعززة لمسيرة الخير والازدهار، وستترجم من خلالها تطلعات خادم الحرمين الشريفين ـ حفظه الله ـ وإخوانه قادة دول المجلس في لم الشمل والتضامن في مواجهة التحديات التي تشهدها منطقتنا». أعقب هذا التصريح إعلان الديوان الأميري القطري عن ترؤس الشيخ تميم بن حمد آل ثاني وفد بلاده للمشاركة في القمة الخليجية.

## طي الأزمة
في 5 يناير 2021، أكد بيان القمة الـ41 لمجلس التعاون لدول الخليج العربي في العلا، على طي صفحة الماضي بما يحفظ أمن واستقرار الخليج، وقد تم الاتفاق على عدم المساس بسيادة وأمن أي دولة أو استهداف أمنها، وعلى تنسيق المواقف السياسية لتعزيز دور مجلس التعاون، وكذا مكافحة الجهات التي تهدد أمن دول الخليج، وتعزيز التعاون في مكافحة التنظيمات الإرهابية والتطلع إلى مستقبل يسوده التعاون والاحترام بما يحفظ أمن الدول واستقرارها. جاء ذلك بعد أن وقعت دول مجلس التعاون الست بالإضافة إلى جمهورية مصر العربية على بيان العُلا.
وقال وزير الخارجية السعودي، الأمير فيصل بن فرحان، خلال مؤتمر صحافي مشترك مع أمين عام مجلس التعاون الخليجي: «ترسل هذه القمة رسالة للعالم أجمع أنه مهما بلغت الخلافات في البيت الواحد إلا أن الحكمة قادرة على تجاوز كل ذلك والعبور بالمنطقة إلى بر الأمان». بينما أكد وزير الخارجية القطري محمد بن عبد الرحمن آل ثاني عبر تغريدة في تويتر وكتب «تنطوي اليوم صفحة الخلاف بروح من المسؤولية والسعي لفتح صفحة جديدة ترسخ معاني التضامن والتعاون لما فيه خير الشعوب الخليجية ولمواجهة التحديات التي تتعرض لها المنطقة» وأكد على ضرورة التعاون الخليجي لما فيه خير للشعوب الخليجية.